# Jamel Richardson
Pour les articles homonymes, voir Richardson.
Jamel Richardson (né le 22 janvier 1982 à Syracuse à New York) est un joueur américain de football canadien, demi inséré (slotback en anglais) pour les Alouettes de Montréal dans la LCF.

## Carrière professionnelle

### Roughriders de la Saskatchewan
Pour les saisons 2003 à 2006, Richardson a joué pour les Roughriders de la Saskatchewan où il a attrapé 113 passes pour 1471 verges et 4 touchés.

### Cowboys de Dallas
Pour la saison 2007, Jamel tente de faire sa niche dans la NFL avec les Cowboys de Dallas, mais en août, il est placé au ballotage par l'équipe comme sept autres joueurs qui tentaient leur chance avec l'équipe.

### Alouettes de Montréal
Richardson fait une réelle éclosion avec les Alouettes de Montréal. Lors de sa première saison avec les Alouettes, il est nommé sur l'équipe d'étoiles de la LCF après avoir mené la ligue avec 16 touchés et sa première saison de plus de 1000 verges. Il recommencera l'année suivante.
En janvier 2009, il refuse des offres des Vikings. Les Buccaneers, les 49ers et les Seahawks de Seattle avaient aussi de l'intérêt pour lui.